# Богдан А049
Тур/Богдан-А049 — автобус особо малого класса, предназначенный для перевозки пассажиров на городских коммерческих маршрутах.

## Описание
За основу автобуса Богдан А049 взято шасси ГАЗ-3302. Внешне модель напоминает автобус БАЗ-2215. Сходства в том, что обе модели производились на предприятии АО «Укравтобуспром».
От БАЗ-2215 модель отличается кузовом, остеклением и пассажирской дверью. Модификации: Тур-А049.12 с механической дверью и Тур-А049.11 с автоматической дверью.
С 2010 года автобус производился корпорацией «Богдан». Также был представлен школьный автобус.
Производство завершилось в 2012 году.